# Брасина
Брасина је насеље у Србији у општини Мали Зворник у Мачванском округу. Према попису из 2022. било је 1342 становника.
Брасина је тип разбијеног села, смештено подно Црног врха на Гучеву. Са севера је омеђено Вилиним потоком и Еминовим водама. Кроз средину села теку Брасинска река и потоци, који се данас одликују чистом водом и богати су речним раковима. Свим овим водотоцима село је испресецано. Слично Борини и Брасина је старо рударско насеље о чему сведоче ископине и сачуване зидине. Стари рударски родови не постоје у данашњој Брасини. Овде се налази Рудник Брасина.
Од данашњих најстарије фамилије су Владићи досељени из Босне почетком 18. века. Временом су се изродили и носе презимена Гајићи, Ристићи, Пантелићи, Веселиновићи, Мишићи, Павловићи. Брасинци су немирног духа и често се селе, тако да данас село броји 1649 становника.

## Демографија
У насељу Брасина живи 1303 пунолетна становника, а просечна старост становништва износи 38,6 година (37,6 код мушкараца и 39,7 код жена). У насељу има 524 домаћинства, а просечан број чланова по домаћинству је 3,17.
Ово насеље је великим делом насељено Србима (према попису из 2002. године), а у последња три пописа, примећен је пораст у броју становника.
|  |

| Демографија | Демографија | Демографија |
| Година      | Становника  | Становника  |
| ----------- | ----------- | ----------- |
| 1948.       | 953         |             |
| 1953.       | 1.098       |             |
| 1961.       | 1.303       |             |
| 1971.       | 1.410       |             |
| 1981.       | 1.497       |             |
| 1991.       | 1.592       | 1.572       |
| 2002.       | 1.663       | 1.704       |

| Етнички састав према попису из 2002.‍ | Етнички састав према попису из 2002.‍ | Етнички састав према попису из 2002.‍ | Етнички састав према попису из 2002.‍ | Етнички састав према попису из 2002.‍ |
| ------------------------------------ | ------------------------------------ | ------------------------------------ | ------------------------------------ | ------------------------------------ |
|                                      |                                      |                                      |                                      |                                      |
| Срби                                 | Срби                                 |                                      | 1.641                                | 98,67%                               |
| Хрвати                               | Хрвати                               |                                      | 3                                    | 0,18%                                |
| Руси                                 | Руси                                 |                                      | 2                                    | 0,12%                                |
| Муслимани                            | Муслимани                            |                                      | 1                                    | 0,06%                                |
| Македонци                            | Македонци                            |                                      | 1                                    | 0,06%                                |
| Југословени                          | Југословени                          |                                      | 1                                    | 0,06%                                |
| непознато                            | непознато                            |                                      | 14                                   | 0,84%                                |

| Година пописа     | 1948. | 1953. | 1961. | 1971. | 1981. | 1991. | 2002. |
| ----------------- | ----- | ----- | ----- | ----- | ----- | ----- | ----- |
| Број домаћинстава | 151   | 182   | 278   | 352   | 402   | 498   | 524   |

| Број чланова      | 1  | 2   | 3  | 4   | 5  | 6  | 7 | 8 | 9 | 10 и више | Просек |
| ----------------- | -- | --- | -- | --- | -- | -- | - | - | - | --------- | ------ |
| Број домаћинстава | 91 | 109 | 92 | 136 | 56 | 30 | 9 | 0 | 1 | 0         | 3,17   |

| Пол    | Укупно | Неожењен/Неудата | Ожењен/Удата | Удовац/Удовица | Разведен/Разведена | Непознато |
| ------ | ------ | ---------------- | ------------ | -------------- | ------------------ | --------- |
| Мушки  | 697    | 223              | 433          | 28             | 11                 | 2         |
| Женски | 696    | 141              | 438          | 96             | 16                 | 5         |
| УКУПНО | 1.393  | 364              | 871          | 124            | 27                 | 7         |

| Пол    | Укупно                    | Пољопривреда, лов и шумарство | Рибарство                            | Вађење руде и камена | Прерађивачка индустрија       |
| ------ | ------------------------- | ----------------------------- | ------------------------------------ | -------------------- | ----------------------------- |
| Мушки  | 329                       | 18                            | 0                                    | 8                    | 114                           |
| Женски | 185                       | 4                             | 0                                    | 1                    | 80                            |
| УКУПНО | 514                       | 22                            | 0                                    | 9                    | 194                           |
| Пол    | Производња и снабдевање   | Грађевинарство                | Трговина                             | Хотели и ресторани   | Саобраћај, складиштење и везе |
| Мушки  | 7                         | 37                            | 32                                   | 8                    | 39                            |
| Женски | 0                         | 4                             | 29                                   | 9                    | 10                            |
| УКУПНО | 7                         | 41                            | 61                                   | 17                   | 49                            |
| Пол    | Финансијско посредовање   | Некретнине                    | Државна управа и одбрана             | Образовање           | Здравствени и социјални рад   |
| Мушки  | 0                         | 5                             | 29                                   | 2                    | 0                             |
| Женски | 2                         | 1                             | 3                                    | 13                   | 13                            |
| УКУПНО | 2                         | 6                             | 32                                   | 15                   | 13                            |
| Пол    | Остале услужне активности | Приватна домаћинства          | Екстериторијалне организације и тела | Непознато            | Непознато                     |
| Мушки  | 7                         | 0                             | 0                                    | 23                   | 23                            |
| Женски | 4                         | 0                             | 0                                    | 12                   | 12                            |
| УКУПНО | 11                        | 0                             | 0                                    | 35                   | 35                            |